# Französische Fußballnationalmannschaft der Frauen/Europameisterschaften
Der Artikel beinhaltet eine ausführliche Darstellung der französischen Fußballnationalmannschaft der Frauen bei Europameisterschaften und den Qualifikationen dazu. Frankreich nahm immer an der Qualifikation teil, konnte sich aber erstmals für die Endrunde 1997 qualifizieren, seitdem aber immer und nimmt 2025 zum achten Mal an der Endrunde teil. Frankreich konnte noch keinen Titel gewinnen. Bereits 1979 hatte Frankreich an der inoffiziellen Europameisterschaft teilgenommen, war dort aber in der Gruppenphase ausgeschieden.

## Übersicht
| Jahr | Gastgeberland     | Teilnahme bis...   | Gegner                         | Ergebnis | Trainer/in        | Bemerkungen und Besonderheiten |
| ---- | ----------------- | ------------------ | ------------------------------ | -------- | ----------------- | --- |
| 1984 | keine Endrunde    | nicht qualifiziert | -                              | -        |                   | In der Qualifikation an Italien gescheitert |
| 1987 | Norwegen          | nicht qualifiziert | -                              | -        |                   | In der Qualifikation an Titelverteidiger Schweden gescheitert |
| 1989 | Deutschland       | nicht qualifiziert | -                              | -        |                   | Im Qualifikations-Viertelfinale an Italien gescheitert |
| 1991 | Dänemark          | nicht qualifiziert | -                              | -        |                   | In der Qualifikation an Schweden gescheitert, das sich aber auch nicht qualifizieren konnte. |
| 1993 | Italien           | nicht qualifiziert | -                              | -        |                   | In der Qualifikation an Dänemark gescheitert |
| 1995 | keine Endrunde    | nicht qualifiziert | -                              | -        |                   | In der Qualifikation an Italien gescheitert |
| 1997 | Norwegen/Schweden | Vorrunde           | Russland, Schweden, Spanien    | -        | Aimé Mignot       | Als Gruppendritter ausgeschieden |
| 2001 | Deutschland       | Vorrunde           | Dänemark, Italien, Norwegen    | -        | Élisabeth Loisel  | Als Gruppenletzter ausgeschieden |
| 2005 | England           | Vorrunde           | Deutschland, Italien, Norwegen | -        | Elisabeth Loisel  | Als Gruppendritter ausgeschieden |
| 2009 | Finnland          | Viertelfinale      | Niederlande                    | -        | Bruno Bini        | Niederlage im Elfmeterschießen |
| 2013 | Schweden          | Viertelfinale      | Dänemark                       | -        | Bruno Bini        | Niederlage im Elfmeterschießen |
| 2017 | Niederlande       | Viertelfinale      | England                        | -        | Olivier Echouafni | Gegner in der Gruppenphase waren Island, Österreich und die Schweiz. |
| 2022 | England           | Halbfinale         | Deutschland                    | -        | Corinne Diacre    | Gegner in der Qualifikation: Österreich, Serbien, Nordmazedonien und Kasachstan. Bei der Endrunde waren Belgien, Island und Italien die Gegner in der Gruppenphase und Titelverteidiger Niederlande im Viertelfinale. |
| 2025 | Schweiz           | Viertelfinale      | Deutschland                    |          | Laurent Bonadei   | Als Gruppensieger vor England, Schweden und Irland qualifiziert. |

## Die Turniere

### EM 1984
Für die erste Europameisterschaft hatten nur 16 Mannschaften gemeldet und die Einteilung der Qualifikationsgruppen erfolgte nach geographischen Gesichtspunkten. Die französische Mannschaft musste daher in der Qualifikation gegen Italien, die Schweiz und Portugal antreten. Frankreich startete am 30. Oktober 1982 mit einem 1:0 gegen Italien in die Qualifikation, wobei Isabelle Musset das erste Pflichtspieltor erzielte. Auch im zweiten Spiel in Portugal blieben die Französinnen ohne Gegentor, konnten selber aber auch keins erzielen. Das Rückspiel wurde dagegen mit 2:0 gewonnen. Danach folgte aber eine Niederlage gegen Italien und zwei Remis gegen die Eidgenossinnen, wodurch Frankreich nur Gruppenzweiter wurde. Da sich nur die Gruppenersten für die Finalrunde qualifizierten, war damit die EM für Frankreich beendet. Mit drei Toren war Musset beste Torschützin der Französinnen.

### EM 1987 in Norwegen
Zehn Monate nach den Endspielen der vorherigen EM begann für Frankreich die Qualifikation für die nächste Europameisterschaft, für die wieder nur 16 Mannschaften gemeldet hatten. Auf eine geographische Zuordnung wurde diesmal verzichtet. Frankreich traf daher auf Titelverteidiger Schweden, die Niederlande und den Nachbarn Belgien, gegen den im Heimspiel der einzige Sieg gelang. Die anderen Spiele wurden verloren und so nur der letzte Platz belegt. Gruppensieger Schweden verlor dann in Norwegen den Titel an den Nachbarn.

### EM 1989 in Deutschland
Bereits drei Monate nach dem Finale begann die Qualifikation für die nächste Endrunde. Frankreich traf in der einzigen Fünfergruppe wieder auf Belgien, ferner Spanien und erstmals die Tschechoslowakei und Bulgarien. Die Französinnen gewannen vier Spiele und spielten viermal remis. Damit waren sie punkt- und gegentorgleich mit den Tschechoslowakinnen, gegen die sie zweimal remis gespielt hatten, hatten aber vier Tore mehr erzielt und wurden daher Gruppensieger. Im nun erstmals ausgetragenen Viertelfinale war aber Italien in zwei Spielen wieder stärker, so dass erneut die Endrunde verpasst wurde. Italien wurde dann bei der Endrunde Vierter. Mit fünf Toren war Isabelle Musset wieder beste französische Torschützin.

### EM 1991 in Dänemark
In der Qualifikation für die folgende EM-Endrunde trafen die Französinnen auf Schweden, gegen das beide Spiele verloren wurden, und Polen, gegen das beide Spiele gewonnen wurden. Damit belegten sie nur den zweiten Platz, da Schweden alle Spiele gewann. Weil aus den Dreiergruppen nur die Sieger das Viertelfinale erreichten, war die Qualifikation damit für Frankreich beendet und auch die erste offizielle WM verpasst. Schweden scheiterte dann im Viertelfinale aufgrund der Auswärtstorregel an Italien, das bei der Endrunde wieder Vierter wurde. Françoise Jézéquel und Régine Mismacq waren diesmal mit je zwei Toren die besten französischen Torschützinnen.

### EM 1993 in Italien
An der Qualifikation für die folgende EM nahmen schon 23 Mannschaften teil. Um sich für das Viertelfinale zu qualifizieren, musste Frankreich in der Gruppenphase gegen Dänemark und Finnland spielen. Frankreich gewann nur das Heimspiel gegen Finnland und holte bei den Finninnen ein Remis, verlor aber beide Spiele gegen Die Däninnen, die als Gruppensieger dann im Viertelfinale Schweden ausschalteten und bei der Endrunde Dritter wurden. Sandrine Fusier war diesmal mit zwei Toren die erfolgreichste französische Torschützin, die sie beim 5:1 im letzten Spiel gegen Finnland erzielte.

### EM 1995
Vierzehn Tage vor Weihnachten 1993 begann für Frankreich als eine von 29 Mannschaften die Qualifikation für die nächste Europameisterschaft, die wieder und letztmals ohne Endrunde ausgetragen wurde. Frankreich traf erneut auf Italien sowie Portugal und Schottland. Frankreich startete mit einer 0:2-Niederlage in Italien, gewann dann drei Spiele ohne Gegentor, erreichte im Heimspiel gegen Italien aber nur ein 1:1. Da Italien aber das letzte Heimspiel gegen Portugal verlor, während Frankreich in Schottland gewann, waren beide am Ende punktgleich. Die Italienerinnen hatten aber die bessere Tordifferenz und waren damit Gruppensieger, scheiterten dann aber im Viertelfinale an Titelverteidiger Norwegen, der den Titel aber auch nicht verteidigen konnte. Frankreich hatte als Zweiter aber auch die zweite WM in Schweden verpasst. Mit drei Toren war Emmanuelle Sykora beste Torschützin der Französinnen.

### EM 1997 in Norwegen und Schweden
Bereits sechs Monate nach dem Finale begann die Qualifikation für die nächste EM-Endrunde für die nun schon 34 Mannschaften gemeldet hatten und die erstmals mit acht Mannschaften ausgetragen wurde. Auf Grund der unterschiedlichen Spielstärke der gemeldeten Mannschaften wurde die Qualifikation in zwei Kategorien eingeteilt. Die 16 stärksten Mannschaften, zu denen auch Frankreich gehörte, spielten um die direkte Qualifikation, die 18 schwächeren Mannschaften um die Möglichkeit bei der nächsten Qualifikation in der höheren Kategorie zu spielen. Frankreich traf dabei auf die Niederlande, Russland und erstmals Island. Frankreich startete mit je einem Remis gegen die drei Gruppengegner, gewann dann in den Niederlanden, verlor aber das Heimspiel gegen Russland. Mit einem 3:0 gegen Island wurde dann noch Platz 2 gesichert. Bei dieser Qualifikationsrunde konnten sich die Gruppenzweiten erstmals in Playoffspielen gegen einen Gruppendritten für die Endrunde qualifizieren. Frankreich traf auf Finnland, gewann beide Spiele und qualifizierte sich damit erstmals für die Endrunde. Wesentlichen Anteil an der Qualifikation hatte die 20-jährige spätere Rekordtorschützin Marinette Pichon, die sieben Tore erzielte.
Bei der Endrunde trafen die Französinnen in ihrem ersten Endrundenspiel auf Spanien und gerieten in der 14. Minute mit 0:1 in Rückstand. In der 50. Minute konnte aber Angélique Roujas mit dem ersten Endrundentor für Frankreich ausgleichen. Dabei blieb es bis zum Ende. Im zweiten Spiel war Qualifikationsgegner Russland der Gegner und mit drei Toren sorgte Roujas für den ersten Endrundensieg der Französinnen. Gegen Co-Gastgeber Schweden folgte dann aber eine 0:3-Niederlage. Damit waren Frankreich und Spanien punktgleich, die Ibererinnen hatten aber die bessere Tordifferenz, so dass sie als Gruppenzweite ins Halbfinale einzogen, wo sie gegen Italien ebenso wie Gruppensieger Schweden im anderen Halbfinale gegen Titelverteidiger Deutschland verloren. Mit ihren vier Toren war Roujas zusammen mit der Italienerin Carolina Morace und der Norwegerin Marianne Pettersen beste Torschützin des Turniers.

### EM 2001 in Deutschland
In der Qualifikation für die EM 2001 spielten die Französinnen wieder in der höheren Kategorie und trafen diesmal auf drei alte Bekannte: Schweden, Spanien und die Niederlande. Frankreich startete mit zwei Remis in Schweden und den Niederlanden, gewann dann aber die restlichen Spiele und wurde Gruppensieger. Damit waren die Französinnen erstmals direkt für die Endrunde qualifiziert. Mit drei Toren war Kapitänin Corinne Diacre diesmal die erfolgreichste Torschützin für Frankreich in der Qualifikation.
Bei der Endrunde verloren sie gleich das erste Spiel gegen Olympiasieger Norwegen mit 0:3. Im zweiten Spiel gegen Dänemark lagen sie bereits nach 18 Minuten mit 0:2 zurück, Rekordtorschützin Marinette Pichon und Stéphanie Mugneret-Béghé konnten aber noch in der ersten Halbzeit ausgleichen. Dabei blieb es zunächst, ehe es in der Schlussphase noch einmal turbulent wurde: zunächst gingen die Däninnen in der 70. Minute wieder in Führung, die Gaëlle Blouin acht Minuten später ausgleichen konnte, die erst eine Minute zuvor eingewechselt worden war. In der 83. Minute gelang Dänemark aber noch das letzte Tor. Damit waren die Französinnen bereits vor dem letzten Spiel ausgeschieden, gewannen dieses aber noch mit 2:0 gegen Italien, wodurch auch Italien als Gruppendritter ausschied, da sie im Vergleich mit den Norwegerinnen die schlechtere Tordifferenz hatten. Mit zwei Toren war Marinette Pichon, die in der Qualifikation nicht eingesetzt wurde, beste Torschützin für die Französinnen bei der Endrunde.

### EM 2005 in England
Für die EM 2005 wurde der Gastgeber erstmals vorab festgelegt und England erhielt den Zuschlag für die Austragung. Frankreich musste in der Qualifikation in einer von vier Fünfergruppen gegen Russland, Island, Ungarn und Polen spielen. Frankreich startete auch dank Marinette Pichon, die mit 13 Toren zweitbeste Torschützin der Qualifikation war mit sechs Siegen und war damit bereits vor den beiden letzten Spielen direkt für die Endrunde qualifiziert. Da konnte dann auch die einzige Niederlage im letzten Heimspiel gegen Russland verkraftet werden. Mit einem 5:1 in Polen wurde die Qualifikation dann abgeschlossen. Die Russinnen scheiterten dann in den Playoffs an Finnland, das in seiner Gruppe nur Dritter geworden war und sich damit erstmals für die Endrunde qualifizierte.
Bei der Endrunde trafen sie im ersten Gruppenspiel auf Italien und konnten schon in der ersten halben Stunde drei Tore erzielen. Da Italien nur noch ein Gegentor gelang, gewann Frankreich mit 3:1. Dabei wurde die 18-jährige Élodie Thomis in der 72. Minute zu ihrem ersten Länderspiel eingewechselt. Im zweiten Spiel gegen Norwegen konnten sie eine 1:0-Führung nicht verteidigen und mussten sich mit einem 1:1 begnügen. Durch ein 0:3 gegen Titelverteidiger Deutschland wurden sie nur Dritte, punktgleich mit Norwegen aber der schlechteren Tordifferenz. Deutschland stieß dann bis ins Finale und konnte seinen Titel verteidigen. Mit zwei Toren war Marinette Pichon auch wieder beste französische Torschützin bei der Endrunde.

### EM 2009 in Finnland
Die EM 2009 fand in Finnland statt und erstmals nahmen zwölf Mannschaften am Turnier teil. Geändert wurde auch der Qualifikationsmodus. Die 1. Qualifikationsrunde bestritten nur die 20 schwächsten Nationalmannschaften. Frankreich musste erst in der zweiten Runde eingreifen und traf in einer Fünfergruppe auf Island und Griechenland sowie erstmals auf Serbien und Slowenien. 2006 hatte Rekordtorschützin Marinette Pichon, die bei den vorherigen Qualifikationen maßgeblichen Anteil am Erfolg hatte, nach 112 Länderspielen ihre Karriere beendet. Es standen aber neue Spielerinnen bereit, die in ihre Fußstapfen traten. Die Französinnen verloren dann auch nur das Spiel in Island (0:1), gewannen aber – teilweise hoch – alle anderen Spiele. Sie konnten sich aber erst im letzten Spiel mit einem 2:1 gegen Island als Gruppensieger direkt qualifizieren. Mit 31 Toren erzielten sie zusammen mit Schweden die zweitmeisten Tore – nur Deutschland erzielte drei Tore mehr. Insgesamt trugen sich 13 Spielerinnen in die Torschützenliste ein, am häufigsten Camille Abily mit fünf und Élodie Thomis mit vier Toren. Island setzte sich dann in den Playoffs gegen Irland durch, während Slowenien als viertbester Gruppendritter an der Ukraine scheiterte, die sich wie Island damit erstmals qualifizierte.
Bei der Endrunde trafen Frankreich und Island im ersten Gruppenspiel erneut aufeinander und Frankreich gewann dank zweier verwandelter Foulelfmeter mit 3:1 nach 0:1-Rückstand, den man bereits in der sechsten Minute hinnehmen musste. Im zweiten Spiel gerieten die Französinnen dann aber gegen Titelverteidiger Deutschland mit 1:5 unter die Räder. Da der dritte Gegner Norwegen zum Auftakt aber mit 0:4 gegen Deutschland verloren hatte und gegen Island nur mit 1:0 gewinnen konnte, reichte den Französinnen ein Remis gegen den Ex-Europameister um in die K.-o.-Runde einzuziehen. Da den Norwegerinnen ein Remis genügte, um Dänemark in der Rangliste der Gruppendritten zu überholen, begnügten sich beide mit diesem Ergebnis, das keinem weh tat. Im Viertelfinale war dann EM-Neuling Niederlande der Gegner. Beiden Mannschaften gelang in 120 Minuten kein Tor, so dass das Elfmeterschießen entscheiden musste. Hierbei hatten die Niederländerinnen die etwas besseren Schützinnen, denn drei von sieben Französinnen schossen an den Pfosten oder über das Tor, während bei den Niederländerinnen nur eine neben das Tor schoss und eine an Céline Deville scheiterte. Die Niederländerinnen verloren dann aber im Halbfinale nach Verlängerung gegen England, das im Finale die bisher höchste Finalniederlage (2:6 gegen Deutschland) kassierte. Camille Abily war auch bei der Endrunde mit zwei Toren die beste französische Torschützin.

### EM 2013 in Schweden
Die EM 2013 fand zum zweiten Mal in Schweden statt. Wie vier Jahre zuvor wurde die Qualifikation von den schwächeren Mannschaften begonnen, diesmal aber nur von den acht schwächsten Teams. Frankreich musste erst in der zweiten Runde eingreifen und war bei der Auslosung als Gruppenkopf gesetzt. Gegner waren Schottland, Wales und Irland sowie erstmals Israel. Frankreich gewann alle acht Spiele und qualifizierte sich vorzeitig direkt für die Endrunde. Dabei erzielte Frankreich die meisten Tore aller Mannschaften in Fünfergruppen und blieb als einzige Mannschaft ohne Punktverlust. Elf Französinnen konnten sich in die Torschützinnenliste eintragen, die meisten Tore steuerten Eugénie Le Sommer (7), Marie-Laure Delie (6) und Gaëtane Thiney (5) bei. Die zweitplatzierten Schottinnen scheiterten in den Playoffs der Gruppenzweiten durch ein Last-Minute-Tor an Spanien, das sich erstmals seit 1997 wieder qualifizieren konnte.
In die Endrunde ging Frankreich als einer der Favoriten und konnte diese Rolle in den Gruppenspielen auch eindrucksvoll bestätigen. Die drei Gruppengegner England, Russland und Spanien wurden bezwungen, wodurch Frankreich als einzige Mannschaft mit drei Siegen ins Viertelfinale einzog. Auch dort waren die Französinnen gegen Dänemark favorisiert, das nur als Gruppendritter die K.-o.-Runde erreicht hatte. Die Französinnen benötigten aber einen von Louisa Nécib verwandelten Strafstoß um die frühe Führung der Däninnen auszugleichen. Weil beiden danach in der regulären Spielzeit und der Verlängerung kein Tor gelang, musste wie vier Jahre zuvor das Elfmeterschießen entscheiden. Da beide Torhüterinnen einen Elfmeter halten konnten, Sabrina Delannoy aber zudem nur den Pfosten traf, schied der Favorit aus. Dänemark musste dann im Halbfinale gegen Norwegen wieder ins Elfmeterschießen, verlor diesmal aber. Norwegen verlor dann im Finale gegen Deutschland mit 0:1 und konnte dabei zwei Elfmeter nicht verwandeln. Marie-Laure Delie, Eugénie Le Sommer, Louisa Nécib und Wendie Renard waren mit je zwei Toren für Frankreich erfolgreich und landeten damit zusammen mit acht anderen Spieler auf dem dritten Platz der Torschützinnenliste. Mit dem Viertelfinalaus endete die Amtszeit von Bruno Bini als Nationaltrainer nach 99 Länderspielen unter seiner Leitung und Rekordnationalspielerin Sandrine Soubeyrand beendete ihre Nationalmannschaftskarriere. Sie war zuvor in allen EM-Endrundenspielen der Französinnen eingesetzt worden und hatte es auf insgesamt 198 Länderspiele gebracht.

### EM 2017 in den Niederlanden
Für die Ausrichtung der EM 2017 hatte sich auch Frankreich beworben, den Zuschlag erhielt aber die Niederlande. Erstmals fand die Endrunde mit 16 Mannschaften statt. Frankreich wurde bei der Auslosung der Qualifikation als Gruppenkopf gesetzt und traf auf Rumänien, Griechenland, die Ukraine und erstmals Albanien. Die Französinnen setzten sich mit zwei 3:0-Siegen gegen Rumänien und die Ukraine sofort an die Spitze der Tabelle. Beim anschließenden 6:0-Sieg in Albanien erzielte Eugénie Le Sommer als vierte Französin ihr 50. Länderspieltor. Da auch die drei folgenden Spiele gewonnen wurden und die Ukraine im ersten Spiel gegen Rumänien nur remis gespielt hatte, qualifizierten sich die Französinnen am 11. April 2016 als erste Mannschaft für die Endrunde. Auch die letzten Spiele wurden gewonnen und neben Titelverteidiger Deutschland konnten sich die Französinnen als einzige Mannschaft ohne Gegentor qualifizieren.
Für die Auslosung der Endrundengruppen am 8. November 2016 wurden die Französinnen Topf 1 zugeordnet, wodurch sie in der Gruppenphase weder auf Gastgeber Niederlande noch Titelverteidiger Deutschland treffen konnten. Frankreich wurde als Gruppenkopf der Gruppe C gelost. Gegner waren Island und die beiden Neulinge Schweiz und Österreich. Zum Auftakt gelang den Französinnen ein mühsamer 1:0-Sieg, der erst durch einen von Eugénie Le Sommer in der 86. Minute verwandelten Foulelfmeter gelang. Gegen die Österreicherinnen gerieten sie in der 27. Minute in Rückstand, der bis in die zweite Halbzeit hielt. In der 57. Minute gelang dann Amandine Henry der Ausgleichstreffer. Dabei blieb es bis zum Ende, so dass die Französinnen erstmals einen Punkt gegen Österreich abgaben. Im letzten Gruppenspiel gegen die Schweiz benötigten sie ein Remis um die K.-o.-Runde zu erreichen, gerieten aber bereits in der 19. Minute in Rückstand. Zwei Minuten zuvor hatte Ève Périsset nach einer Notbremse die Rote Karte erhalten. In der 76. Minute profitierte dann aber Camille Abily bei einem direkt verwandelten Freistoß von einem Fehler der Schweizer Torfrau und erzielte den Ausgleichstreffer. Zehn Französinnen verteidigten dann das Remis gegen elf Schweizerinnen, die einen Sieg zum Weiterkommen benötigten. Als Gruppenzweite trafen sie danach im Viertelfinale auf England und mussten neben Périsset auch auf die Kapitänin Wendie Renard verzichten, die gegen die Schweiz die zweite Gelbe Karte erhalten hatte. Nach torlosen 59 Minuten erzielte Jodie Taylor, die beste Torschützin des Turniers, mit ihrem fünften Turniertor das einzige Tor des Spiels und Frankreich schied wie bei den beiden vorherigen Teilnahmen im Viertelfinale aus. Nach der EM traten Camille Abily und Élodie Thomis zurück und Nationaltrainer Olivier Echouafni wurde nach nur 15 Spielen vier Wochen später durch die 121-malige und ehemalige Rekordnationalspielerin Corinne Diacre ersetzt.

### EM 2022 in England
2021 sollte die Endrunde zum zweiten Mal in England stattfinden. Aufgrund der COVID-19-Pandemie wurde die EM der Männer, die 2020 stattfinden sollte, um ein Jahr verschoben und deshalb auch die EM der Frauen, so dass diese nun 2022 stattfinden soll. Gegner in der Qualifikation waren Österreich und Serbien, Nordmazedonien und Kasachstan. Die Französinnen konnten sich mit sieben Siegen und einem torlosen Remis in Österreich sowie 44:0 Toren als Gruppensiegerinnen für die Endrunde qualifizieren. Bei der Auslosung der Endrunde am 28. Oktober 2021 wurden Belgien, Island und Italien zugelost. Im Auftaktspiel wurde Italien mit 5:1 besiegt, womit den Französinnen ihr höchster EM-Endrundensieg gelang. Nach einem 2:1-Sieg gegen Belgien waren sie bereits für das Viertelfinale qualifiziert. Gegen Island gingen sie bereits in der ersten Minute durch Melvine Malard in Führung, die für Marie-Antoinette Katoto in die Mannschaft gerückt war, da sich diese im Spiel gegen Belgien eine Knieverletzung zugezogen hatte. Die Führung konnte trotz Feldüberlegenheit nicht ausgebaut werden und in der Nachspielzeit konnten die Isländerinnen durch einen verwandelten Strafstoß ausgleichen. Im Viertelfinale trafen die Französinnen auf Titelverteidiger Niederlande und gewannen durch einen in der Verlängerung verwandelten Foulelfmeter mit 1:0. Damit standen sie erstmals im Halbfinale einer EM, wo sie auf Rekordeuropameister Deutschland trafen und mit 1:2 verloren.

### EM 2025 in der Schweiz
Die Qualifikation lief erstmals unter einem anderen Modus. Analog der UEFA Women’s Nations League wurde in drei Ligen gespielt, wobei sich die Gruppensieger und -zweiten der Liga A direkt für die Endrunde qualifizierten. Die Gruppendritten und -vierten hatten dann noch die Chance, sich über Play-offs für die Endrunde zu qualifizieren. Die Französinnen trafen in Liga A3 auf Titelverteidiger England, Schweden und Irland. Die Französinnen verloren zwar das Heimspiel gegen England und das letzte Spiel in Irland, wurden aber dennoch Gruppensiegerinnen, da sie die restlichen Spiele gewannen und sich damit direkt für die Endrunde qualifizierten.
Bei der Endrunde trafen sie im ersten Spiel wieder auf Titelverteidiger England und gewannen mit 2:1. Im zweiten Spiel trafen sie auf EM-Neuling Wales und gewannen mit 4:1. Im letzten Spiel trafen sie auf die Niederlande, die einen hohen Sieg zum Weiterkommen benötigte und zur Halbzeit mit 2:1 führte. In der zweiten Halbzeit konnten die Französinnen das Spiel drehen und durch einen 5:2-Sieg Gruppensieger werden. Im Viertelfinale trafen sie auf Deutschland, gegen das die bisherigen drei EM-Spiele alle verloren wurden.
Nach 15 Minuten sah es danach aus, dass es diesmal anders ausgehen könnte, denn die Französinnen gingen nicht nur in Führung, sie spielten fortan auch in Überzahl, da die erstmals in der deutschen Startelf gestandene Kathrin Hendrich im Strafraum die ebenfalls erstmals in der Startelf gestandene französische Kapitänin Griedge Mbock Bathy an den Haaren festgehalten hatte, wofür sie nach VAR-Intervention die Rote Karte erhalten hatte und Onema Grace Geyoro den ebenfalls verhängten Strafstoß zur 1:0-Führung nutzen konnten. Hingegen konnten sie ihre Überzahl nicht nutzen und kassierten zehn Minuten später nach einer Ecke das Gegentor zum 1:1 durch Sjoeke Nüsken. Dabei blieb es auch nach einer notwendigen Verlängerung, da die Französinnen immer wieder an der deutschen Abwehr oder Torhüterin Ann-Katrin Berger scheiterten und Nüsken einen in der 69. Minute für die deutsche Mannschaft gegebenen Strafstoß nicht verwandeln konnte. Im damit fälligen Elfmeterschießen konnte Berger gleich den ersten Elfmeter der in der 112. Minute eingewechselten Amel Majri halten. Zwar schoss die ebenfalls kurz vor dem Ende der Verlängerung eingewechselte Sara Däbritz an die Latte, aber alle anderen deutschen Schützinnen waren erfolgreich und Berger, die selbst einen Elfmeter verwandelte, konnte dann auch den letzten französischen Elfmeter der ebenfalls eingewechselten Alice Sombath halten.

## Statistiken

### Spielerinnen mit den meisten Einsätzen bei Europameisterschaften
| Spiele | Spieler                  | Jahr (Spiele)                                    |
| ------ | ------------------------ | ------------------------------------------------ |
| 17     | Sandrine Soubeyrand      | 1997 (3), 2001 (3), 2005 (3), 2009 (4), 2013 (4) |
| 14     | Camille Abily            | 2005 (2), 2009 (4), 2013 (4), 2017 (4)           |
| 13     | Sarah Bouhaddi           | 2005 (3), 2009 (3), 2013 (3), 2017 (4)           |
|        | Kadidiatou Diani         | 2017 (4), 2022 (5), 2025 (4)                     |
| 12     | Élise Bussaglia          | 2005 (3), 2009 (3), 2013 (4), 2017 (2)           |
|        | Laura Georges            | 2005 (3), 2009 (4), 2013 (3), 2017 (2)           |
|        | Onema Grace Geyoro       | 2017 (3), 2022 (5), 2025 (4)                     |
|        | Sakina Karchaoui         | 2017 (3), 2022 (5), 2025 (4)                     |
|        | Eugénie Le Sommer        | 2009 (4), 2013 (4), 2017 (4)                     |
|        | Wendie Renard            | 2013 (4), 2017 (3), 2022 (5)                     |
|        | Élodie Thomis            | 2005 (2), 2009 (4), 2013 (4), 2017 (2)           |
| 10     | Gaëtane Thiney           | 2009 (3), 2013 (4), 2017 (3)                     |
| 9      | Selma Bacha              | 2022 (5), 2025 (4)                               |
|        | Sonia Bompastor          | 2001 (3), 2005 (2), 2009 (4)                     |
|        | Candie Herbert           | 1997 (3), 2001 (3), 2005 (1), 2009 (2)           |
|        | Stéphanie Mugneret-Béghé | 1997 (3), 2001 (3), 2005 (3)                     |
|        | Louisa Nécib             | 2005 (1), 2009 (4), 2013 (4)                     |
|        | Pauline Peyraud-Magnin   | 2022 (5), 2025 (4)                               |
|        | Marinette Pichon         | 1997 (3), 2001 (3), 2005 (3)                     |
| 8      | Delphine Cascarino       | 2022 (5), 2025 (3)                               |
|        | Corinne Diacre           | 1997 (3), 2001 (2), 2005 (3)                     |
|        | Melvine Malard           | 2022 (5), 2025 (3)                               |
|        | Clara Matéo              | 2022 (4), 2025 (4)                               |
|        | Sandie Toletti           | 2017 (0), 2022 (5), 2025 (3)                     |

Stand: 19. Juli 2025 (die fett markierten Spielerinnen nahmen 2025 teil)

### Spielerinnen mit den meisten Toren bei Europameisterschaften
| Tore | Spieler                 | Jahr (Tore)                            |
| ---- | ----------------------- | -------------------------------------- |
| 5    | Onema Grace Geyoro      | 2017 (0), 2022 (3), 2025 (2)           |
| 4    | Marinette Pichon        | 1997 (0), 2001 (2), 2005 (2)           |
|      | Angélique Roujas        | 1997 (4), 2001 (0)                     |
| 3    | Camille Abily           | 2005 (0), 2009 (2), 2013 (0), 2017 (1) |
|      | Delphine Cascarino      | 2022 (1), 2025 (2)                     |
|      | Marie-Antoinette Katoto | 2022 (1), 2025 (2)                     |
|      | Eugénie Le Sommer       | 2009 (0), 2013 (2), 2017 (1)           |
|      | Louisa Nécib            | 2005 (0), 2009 (1), 2013 (2)           |
| 2    | Marie-Laure Delie       | 2013 (2), 2017 (0)                     |
|      | Wendie Renard           | 2013 (2), 2017 (0), 2022 (0)           |
|      | Kadidiatou Diani        | 2022 (1), 2025 (1)                     |
| 1    | 16 Spielerinnen         |                                        |

Stand: 19. Juli 2025
Zudem ein Eigentor der deutschen Torhüterin Merle Frohms (2022)

## Endrunden-Spiele
Die Französinnen bestritten bisher 30 Endrunden-Spiele, wovon 14 gewonnen wurden, acht remis endeten und sieben verloren wurden. Drei Spiele mussten verlängert werden, wovon eins durch ein Elfmetertor gewonnen und zwei im Elfmeterschießen verloren wurden. Einmal spielten die Französinnen gegen die Gastgeberinnen und dreimal gegen den Titelverteidiger. Häufigste Gegner waren Deutschland (4 Spiele), England, Island, Italien, die Niederlande und Norwegen (je 3 Spiele).
| Nr. | Datum         | Ergebnis             | Gegner       | Austragungsort      | Anlass        | Bemerkung                                                                                                 |
| --- | ------------- | -------------------- | ------------ | ------------------- | ------------- | --- |
| 1   | 29. Juni 1997 | 1:1                  | Spanien      | Karlskoga (SWE)     | Gruppenspiel  | |
| 2   | 2. Juli 1997  | 3:1                  | Russland     | Karlstad (SWE)      | Gruppenspiel  | |
| 3   | 5. Juli 1997  | 0:3                  | Schweden     | Karlstad (SWE)      | Gruppenspiel  | |
| 4   | 25. Juni 2001 | 0:3                  | Norwegen     | Ulm (DEU)           | Gruppenspiel  | |
| 5   | 28. Juni 2001 | 3:4                  | Dänemark     | Reutlingen (DEU)    | Gruppenspiel  | |
| 6   | 1. Juli 2001  | 2:0                  | Italien      | Ulm (DEU)           | Gruppenspiel  | |
| 7   | 6. Juni 2005  | 3:1                  | Italien      | Preston (ENG)       | Gruppenspiel  | |
| 8   | 9. Juni 2005  | 1:1                  | Norwegen     | Warrington (ENG)    | Gruppenspiel  | |
| 9   | 12. Juni 2005 | 0:3                  | Deutschland* | Warrington (ENG)    | Gruppenspiel  | 121. und letztes Länderspiel von Corinne Diacre 115. und letztes Länderspiel von Stéphanie Mugneret-Béghé |
| 10  | 24. Aug. 2009 | 3:1                  | Island       | Tampere (FIN)       | Gruppenspiel  | |
| 11  | 27. Aug. 2009 | 1:5                  | Deutschland* | Tampere (FIN)       | Gruppenspiel  | |
| 12  | 30. Aug. 2009 | 1:1                  | Norwegen     | Helsinki (FIN)      | Gruppenspiel  | |
| 13  | 3. Sep. 2009  | 0:0 n. V.; 4:5 i. E. | Niederlande  | Tampere (FIN)       | Viertelfinale | |
| 14  | 12. Juli 2013 | 3:1                  | Russland     | Norrköping (SWE)    | Gruppenspiel  | |
| 15  | 15. Juli 2013 | 1:0                  | Spanien      | Norrköping (SWE)    | Gruppenspiel  | |
| 16  | 18. Juli 2013 | 3:0                  | England      | Linköping (SWE)     | Gruppenspiel  | 100. Länderspiel von Louisa Nécib                                                                         |
| 17  | 22. Juli 2013 | 1:1 n. V., 2:4 i. E. | Dänemark     | Linköping (SWE)     | Viertelfinale | Letztes Länderspiel unter Bruno Bini, 198. und letztes Spiel von Sandrine Soubeyrand                      |
| 18  | 18. Juli 2017 | 1:0                  | Island       | Tilburg (NLD)       | Gruppenspiel  | |
| 19  | 22. Juli 2017 | 1:1                  | Österreich   | Utrecht (NLD)       | Gruppenspiel  | Erster Punktverlust gegen Österreich                                                                      |
| 20  | 26. Juli 2017 | 1:1                  | Schweiz      | Breda (NLD)         | Gruppenspiel  | |
| 21  | 30. Juli 2017 | 0:1                  | England      | Deventer (NLD)      | Viertelfinale | Erste Niederlage gegen England seit 1974                                                                  |
| 22  | 10. Juli 2022 | 5:1                  | Italien      | Rotherham (ENG)     | Gruppenspiel  | |
| 23  | 14. Juli 2022 | 2:1                  | Belgien      | Manchester (ENG)    | Gruppenspiel  | |
| 24  | 18. Juli 2022 | 1:1                  | Island       | Rotherham (ENG)     | Gruppenspiel  | |
| 25  | 23. Juli 2022 | 1:0 n. V.            | Niederlande  | Rotherham (ENG)     | Viertelfinale | Erster Sieg gegen einen Titelverteidiger                                                                  |
| 26  | 27. Juli 2022 | 1:2                  | Deutschland  | Milton Keynes (ENG) | Halbfinale    | |
| 27  | 5. Juli 2025  | 2:1                  | England      | Zürich (CHE)        | Gruppenspiel  | 100. Länderspiel von Onema Grace Geyoro                                                                   |
| 28  | 9. Juli 2025  | 4:1                  | Wales        | St. Gallen (CHE)    | Gruppenspiel  | |
| 29  | 13. Juli 2025 | 5:2                  | Niederlande  | Basel (CHE)         | Gruppenspiel  | |
| 30  | 19. Juli 2025 | 1:1 n. V.; 5:6 i. E. | Deutschland  | Basel (CHE)         | Viertelfinale | |

Anmerkungen: Die fett gedruckte Mannschaft ging als Titelverteidiger in das Turnier, mit „*“ gekennzeichnete Mannschaft war Weltmeister.

## Rekorde
- Frankreich stellte einmal die Torschützenkönigin: Angélique Roujas (4 Tore 1997 zusammen mit 2 anderen Spielerinnen)
- Die Französin Sandrine Soubeyrand war mit 39 Jahren und 340 Tagen bei der EM 2013 die älteste Spielerin, die jemals bei einer EM-Endrunde zum Einsatz kam.[5]
- Die meisten Remis: 9

### Negativrekord
- Die meisten verlorenen Elfmeterschießen: 3 von 3